# روجو هوشو
روجو هوشو به معنی نامه از بزرگان (به ژاپنی: 老中奉書 ろうじゅうほうしょ)، در دوره ادو، سندی رسمی است که توسط بزرگان شوگون‌سالاری ادو به نمایندگی از شوگون صادر می‌شده است. از نظر کاربردی، می‌توان آنها را به‌طور کلی به مواردی که برای اهداف تشریفاتی استفاده می‌شوند و مواردی که برای صدور دستورهای سیاسی به کار می‌روند، تقسیم کرد.
روجو هوشو اسنادی هستند که توسط روجوی شوگون‌سالاری ادو و به دستور شوگون صادر می‌شدند. وظیفه اصلی روجو، صدور هوشو کاسن (مهر و موم) بر روی آنها بود. با این حال، مشاور ارشد و مشاور ارشد سیاسی از حکم اضافی معاف بودند. علاوه بر این، اعضای ارشد شورا نام خود را امضا نمی‌کنند.